# Любимовы
Люби́мовы — российская купеческая династия из Перми XIX века.

## История рода
Представители семьи владели рядом предприятий, из которых наиболее известное — пароходство «Любимов и К°». Также известны активной общественной и благотворительной деятельностью, удостоены потомственного почётного гражданства, неоднократно занимали пост городского головы Перми.

## Известные представители
- Любимов, Филипп Алексеевич (1782/1784—1837) — основатель династии, купец 2-й гильдии с 1819 года.
  - Любимов, Иван Филиппович (1805/1806/1807—1864) — старший сын Филиппа Алексеевича, купец 1-й гильдии, потомственный почётный гражданин, коммерции советник, городской голова Перми.[3]
    - Любимов, Иван Иванович (1838—1899) — сын Ивана Филипповича, купец 1-й гильдии, известный общественный деятель, городской голова Перми.[4]
    - Любимов, Михаил Иванович (ок. 1839—1909) — сын Ивана Филипповича, купец 1-й гильдии, действительный статский советник, известный общественный деятель, городской голова Перми.[5]
      - Любимов, Иван Михайлович (1872 — ?) — сын Михаила Ивановича, занимался развитием содового производства. Продолжил дела своего дяди Любимова Иван Ивановича после его смерти,[6]так как 5 февраля 1900 г. брат Любимов Михаил Иванович и вдова Любимова Елизавета Ивановна подписали документы раздела имущества, согласно которым Михаил Иванович стал главным распределителем оставшегося десятимиллионного состояния[7]. По профессии был инженер технолог. Возможно был арестован 16 февраля 1938 г. и приговорен к 10 годам[8].